# Magali Pache
Magali Pache, née le 11 juin 1978 à Matran et morte dans le contexte d'une course le 3 septembre 2000 à Saint-Amand-Montrond en France, est une coureuse cycliste suisse.

## Biographie
Magali Pache est née le 11 juin 1978 à Matran dans le canton de Fribourg, est la sœur ainée du cycliste Xavier Pache né en 1980 et seul gagnant Suisse de Paris-Troyes en 2003.
En 1999, elle est championne de Suisse juniors du contre-la-montre individuel. La même année, elle termine troisième du championnat national de l'omnium sur piste. 
En 2000, Magali devient cette fois championne de Suisse de l'omnium. Une semaine plus tard, le dimanche soir 3 septembre 2000, elle participe au Trophée d'or féminin en France. Après avoir terminé la sixième et dernière étape entre Châteauneuf-sur-Cher et Saint-Amand-Montrond sur 72,4 kilomètres, finissant à la vingt-cinquième place au classement général,, elle roulait à vélo en direction de son hôtel lorsqu'elle a été heurtée par une voiture et mortellement blessée. La voiture a également percuté une voiture d'équipe, et deux cyclistes à bord ont été blessés dans la collision, l'Irlandaise Geraldine Gill et l'Anglaise Michaela Fisher. Le conducteur a été arrêté,.
De 2001 à 2010, le Grand Prix de Suisse-Souvenir Magali Pache, une course sur invitation pour les femmes, a eu lieu sept fois dans le cadre du Tour de Romandie , traditionnellement en ouverture de l'épreuve masculines à étapes,, seul des grandes spécialistes du contre-la-montre féminin l'ont remportés : Leontien van Moorsel, Oenone Wood, Karin Thürig, Nicole Cooke, Kristin Armstrong, Christiane Soeder et Emma Pooley.
De 2001 à 2010, la randonnée cycliste Magali Pache est organisée avec 200 cyclistes de tous âges,. En 2005, une fondation portant le nom de Magali Pache a été fondée par sa famille et ses amis pour soutenir le cyclisme féminin. Une plaque commémorative a été posée en sa mémoire, rue du 1er Régiment d'artillerie à Saint-Amand et en septembre 2020, malgré la crise du covid-19 une cérémonie d'hommage a eu lieu devant cette plaque.

### Une grande implication dans le cyclisme
Malgré son jeune âge, Magali travaillait dans un magasin de vélos qu'elle avait développé à Matran. En parallèle, elle avait mise sur pied, une école de VTT pour jeunes, avec l'appui de quelques membres du vélo-club de Fribourg.
Magali Pache était l'auteur d'une pensée concernant son soutien au cyclisme féminin, beaucoup moins reconnu que son équivalent masculin en l'an 2000 : « Il n’y a pas de passé qui empêche de construire un avenir ».

## Palmarès sur route
- 1996
  -  Championne de Suisse du contre-la-montre juniors

## Palmarès sur piste
- 1999
  - 3e de l'omnium
- 2000
  -  Championne de Suisse de l'omnium